# Ronald Firbank

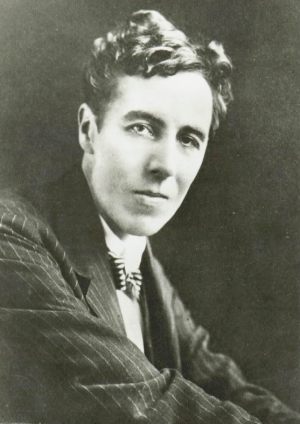
Ronald Firbank (1917)

Arthur Annesley Ronald Firbank, genannt Ronald Firbank (* 17. Januar 1886 in London; † 21. Mai 1926 in Rom) war ein britischer Schriftsteller.

## Leben und Wirken
Firbank war der Sohn des Abgeordneten (Conservative Party) Sir Thomas Firbank (1850–1910) und dessen Ehefrau Lady Harriet Jane Garrett (1851–1924); er hatte noch zwei Brüder, Joseph Sydney (1884–1904) und Hubert Somerset (1887–1913), und eine Schwester, Heather (1888–1954). Der „High Sheriff of Monmouthshire“, Joseph Firbank (1819–1886), war sein Großvater. 1900/01 besuchte Firbank die Uppingham School und wechselte anschließend an die Trinity Hall (University of Cambridge).
Während seines Studiums begann er sich neben Philosophie auch für Glaubensfragen zu interessieren und konvertierte 1907 zum Katholizismus. Zwei Jahre später brach er sein Studium ab und verließ die Universität ohne jeglichen Abschluss.
Nach dem Tod seines Vaters 1910 wurde Firbank finanziell völlig unabhängig und begann zu reisen. Nach längeren Reisen nach und durch Spanien, Nordafrika und dem Nahen Osten hielt er sich für einige Zeit in Rom auf. Dort erkrankte er an Tuberkulose und starb am 21. Mai 1926 im Alter von vierzig Jahren. Seine letzte Ruhestätte fand er auf dem Campo Verano (Reparto Stranieri, Riquadro 38).

## Rezeption
- Viele zeitgenössische Kollegen von Firbank, wie E. M. Forster und Evelyn Waugh besprachen dessen Werke positiv. Susan Sontag sah 1964 (Notes on Camp) in Firbank einen wichtigen Vertreter der Camp-Kunst; auch Alan Hollinghurst thematisierte 1988 in seinem Roman „The swimming pool library“ Firbanks Œuvre.
- Firbank beeinflusste Maurice-Yves Sandoz. Auch Henry Matthews und Gilbert Sorrentino sahen in Firbank viel Nachahmenswertes.
- Der Roman Valmoth (1919) wurde als Vorlage für das gleichnamige Musical Valmouth (1958) verwendet.

## Werke (Auswahl)
Erzählungen
- The fairies wood. 1904.
- Impression d'automne. 1905
- Odette d'Antrevernes. A fairy tale for weary people. Hardpress Publ., London 2012, ISBN 978-1-290-30075-9 (EA London 1905).
- Lady Appledore's mésalliance. 1908.
- Santal. 1921.
- „The new rythum“ and other pieces. Duckworth, London 1962. (Inhalt: A study in temperament. – Lady Appledore's mésalliance. – The new rythum. – A miscellany of shot passages from unpublished writings.)

Romane
- Artificial princess. Duckworth, London 1915.
- Vainglory. Duckworth, London 1915.
- Inclinations. Duckworth, London 1916.
- Caprice. Duckworth, London 1917.
- Valmouth. Duckworth, London 1977, ISBN 0-7156-1093-7 (EA London 1919).
- The flower beneath the foot. Penguin, Harmondsworth 1986, ISBN 0-14-008825-3 (EA London 1923).
  - deutsche Übersetzung: Die Blume unter dem Fusse oder Bericht von den frühen Lebensumständen der heiligen Laura de Nazianzi. Männerschwarm-Verlag, Hamburg 2008, ISBN 978-3-939542-20-9 (übersetzt von Christine Wunnicke).
- Sorrow in sunlight. 1924 (früherer Titel: Prancing Nigger).
- Concerning the eccentricities of Cardinal Pirelli. 1926.
  - deutsche Übersetzung: Die Exzentrizitäten des Kardinal Pirelli betreffend. Roman. Hanser, München 1970 (übersetzt von Werner Peterich).

Theaterstücke
- The Mauve Tower. 1904.
- The disciple from the country.
- The princess Zoubaroff. A comedy. 1920.

Werkausgaben
- Complete plays. Dalkey Archive Press, Normal, Il. 1994, ISBN 1-56478-047-3. (Inhalt: The mauve tower. – A disciple from the country. – The princess Zoubaroff.)
- Complete short stories. Dalkey Archive Press, Normal, Il. 1990, ISBN 0-916583-60-0. (Inhalt: True love. – When widows love. – A study in temperament. – La princesse aux soleils. – Far away. – Odette d’Antrevernes. – Harmonie. – The legend of Saint Gabrielle. – Souvenir d'automne. – The singing bird and the moon. – Her dearest friend. – The wavering disciple. – A study in opal. – A tragedy in green. – Lady Appledore's mésalliance.)
- The works. Duckworth, London 1929 (5 Bde.).

1. Vainglory. 1929.
2. Odette. Inclinations. Caprice. 1929.
3. Valmouth. The princess Zoubaroff. 1929.
4. Santal. The flower beneath the foot. 1929.
5. Prancing Nigger. Concerning the eccentricities of Cardinal Pirelli. 1929.

- The complete Ronald Firbank. Duckworth, London 1961.
- Five novels. Duckworth, London 1949. (Inhalt: Valmouth. – The flower beneath the foot. – Prancing nigger. – Concerning the eccentricities of Cardinal Pirelli. – The artificial princess.)